# Eugenia Koss

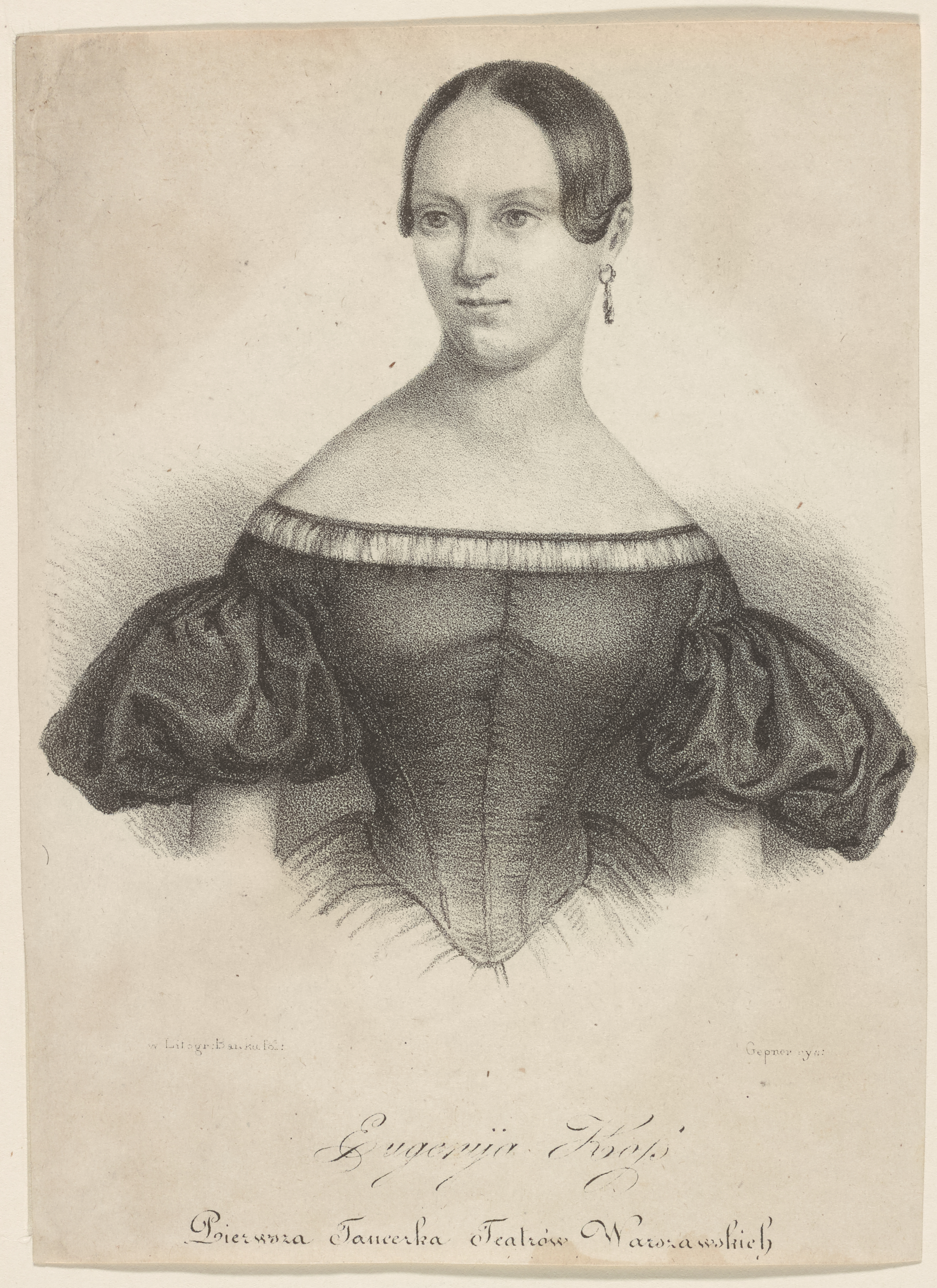
Eugenia Koss.

Eugenia Koss, född 27 oktober 1806, död 22 juni 1849 i Warszawa, var en polsk ballerina och skådespelare. 
Hon var engagerad både som ballerina och skådespelare vid operateatern i Warszawa 1828–1849. Som skådespelare var hon populär i franska salongskomedier. Som dansare tillhörde hon balettens elit och utförde ofta de kvinnliga huvudrollerna inom baletter. 